# 狄克·鮑威爾
理查德·尤恩·鮑威爾（Richard Ewing Powell，1904年11月14日—1963年1月2日），也稱為狄克·鮑威爾（Dick Powell）是一位美國演員、歌手、音樂家、製片人、導演和製片廠負責人。雖然他以音樂喜劇演員的身份成名，但他展現了多才多藝，成功轉型為硬漢男主角，主演了更戲劇性的作品。他是第一位在銀幕上扮演私家偵探菲力普·馬羅的演員。

## 生平
1962年9月27日，鮑威爾承認他正在接受癌症治療。該疾病最初被診斷為過敏症，鮑威爾在前往東部推廣其計畫時首次出現症狀。回到加州後，鮑威爾的私人醫生對他進行了檢查，發現他的頸部和胸部有惡性腫瘤。
鮑威爾於1963年1月2日去世 。
根據外界推測，鮑威爾因參與拍攝電影《成吉思汗》而患上癌症，該片在猶他州聖喬治拍攝，該地靠近美國軍方核試驗場。大約有三分之一的參演演員患上了癌症，其中包括導演鮑威爾、約翰·韋恩、蘇珊·海沃德、阿格尼絲·穆爾黑德和佩德羅·阿門達里斯。但在2001年接受拉里·金採訪時，鮑威爾的遺孀瓊·艾莉森表示，鮑威爾的死因是由於吸煙導致的肺癌。